# ألكسندر بيترنكو
ألكسندر بيترنكو هو منافس ألعاب قوى روسي، ولد في 8 فبراير 1983 في كالينينغراد في روسيا.

## وصلات خارجية
- ألكسندر بيترنكو على موقع الاتحاد الدولي لألعاب القوى (الإنجليزية)
- ألكسندر بيترنكو على موقع اللجنة الأولمبية الدولية (الإنجليزية)
- ألكسندر بيترنكو على موقع أوليمبيديا (الإنجليزية)